# Глікани
Глікани (англ. glycans) — полімерні молекули, утворені з одного типу моносахаридних залишків (гомополісахарид, синонім гомоглікан). Їх назви утворюють заміщенням закінчення -оза сахару на -ан. Приклади: маннани, фруктани, ксилани, арабінани.
Синонім — полісахариди.